# Hobbs & Shaw (soundtrack)
Fast & Furious Presents: Hobbs & Shaw (Original Motion Picture Soundtrack) is de originele soundtrack van de film Fast & Furious Presents: Hobbs & Shaw. Het album werd uitgebracht op 26 juli 2019 door Back Lot Music.

## Fast & Furious Presents: Hobbs & Shaw (Original Motion Picture Soundtrack)
Het album bevat muziek van diverse artiesten die in de film zijn gebruikt, waaronder die van Yungblud, Logic en Aloe Blacc. Het nummer "Getting Started" verscheen eerder al op single.

### Nummers
1. Time in a Bottle - Yungblud (4:35)
2. Better As One - The Heavy (2:56)
3. 100 Miles and Running - Logic featuring Wale & John Lindahl (5:54)
4. Next Level - A$ton Wyld (2:18)
5. Even If I Die (Hobbs & Shaw) [ Hybrid Remix] - Idris Elba featuring Cypress Hill (5:48)
6. Keep You Alive - Brothers Voodoo (4:22)
7. F.W.T.B. [Grandson Remix] - Yonaka (3:16)
8. I'm Commin' Home - Aloe Blacc & A.G. (3:16)
9. Masta - Tha Movement & Anonymouz Featuring POETIK, SMV, King Kapisi, MC Arme, Kas Feelstyle & Mareko (3:53)
10. All Roads Lead Home [Hobbs & Shaw] - Ohana Bam Featuring Token (2:24)
11. Getting Started (Hobbs & Shaw) - Aloe Blacc featuring JID (2:38)
12. Hobbs & Shaw Rocks! - Tyler Bates (5:04)
13. Even If I Die (Hobbs & Shaw) - Idris Elba featuring Cypress Hill (2:46)

## Fast & Furious Presents: Hobbs & Shaw (Original Motion Picture Score)
Fast & Furious Presents: Hobbs & Shaw (Original Motion Picture Score) is de tweede soundtrack van de film Fast & Furious Presents: Hobbs & Shaw. Het album werd uitgebracht op 2 augustus 2019 door Back Lot Music. Het album bevat alleen de originele filmmuziek gecomponeerd door Tyler Bates.

### Nummers
1. Hard Way or Easy Way (2:01)
2. Descender (2:38)
3. McClaren Chase (2:48)
4. Dad,s Code Red (2:38)
5. Hot Spy Lady (2:13)
6. Hack the News (2:27)
7. You Might Learn Something (2:40)
8. Samoa Siva Tau (2:47)
9. Wasted SoMuch Time (1:27)
10. Mike Oxmaul (1:41)
11. Bring On the Moonshine (1:48)
12. Family Heirlooms (2:29)
13. Ring of Fire (2:05)
14. Who the Hell Are You (1:49)
15. Drones and Explosions (1:58)
16. Do the Honors (2:17)
17. Shut Him Down (2:31)
18. We Believe In People (2:16)